# Encores (Patsy Cline)
| Recensione | Giudizio |
| ---------- | -------- |
| AllMusic   |          |

Encores è una Compilation della cantante country statunitense Patsy Cline, pubblicato dall'etichetta Everest Records nel febbraio del 1963.
Si tratta dell'ultima pubblicazione a nome della cantante ancora in vita, infatti l'album uscì alcuni giorni precedenti il fatale incidente aereo.

## Tracce

### LP
Lato A
1. That Wonderful Someone – 2:23 (Gertrude Berg) – Registrato il 22 maggio 1957 al Bradley Film and Recording Studio di Nashville, Tennessee
2. I Love You Honey – 1:57 (Eddie Miller) – Registrato il 5 gennaio 1956 al Music City Recording di Nashville, Tennessee
3. Poor Man's Roses or a Rich Man's Gold – 2:33 (Bob Hilliard, Milton DeLugg) – Registrato l'8 novembre 1956 al Music City Recording di Nashville, Tennessee
4. Today, Tomorrow and Forever – 2:31 (Don Reid) – Registrato il 24 aprile 1957 al Decca Recording Studio di New York City, New York
5. A Stranger in My Arms – 2:20 (Charlotte White, Virginia Hensley, Mary Lu Jeans) – Registrato il 24 aprile 1957 al Decca Recording Studio di New York City, New York
6. I've Loved and Lost Again – 2:28 (Eddie Miller) – Registrato il 22 aprile 1956 al Music City Recording di Nashville, Tennessee

Lato B
1. The Heart You Break May Be Your Own – 2:30 (Tiny Colbert, Bob Geesling) – Registrato l'8 novembre 1956 al Music City Recording di Nashville, Tennessee
2. Stop, Look and Listen – 2:17 (George London, W. S. Stevenson) – Registrato il 22 aprile 1956 al Music City Recording di Nashville, Tennessee
3. Fingerprints – 2:38 (Don Hecht, Woody Otto Fleener, W. S. Stevenson) – Registrato il 24 aprile 1957 al Decca Recording Studio di New York City, New York
4. Try Again – 1:58 (Bob Summers, Jerry Le Fors) – Registrato il 25 aprile 1957 al Decca Recording Studio di New York City, New York
5. Don't Ever Leave Me – 2:21 (Lillian Claiborne, Virginia Hensley, James Crawford) – Registrato il 24 aprile 1957 al Decca Recording Studio di New York City, New York
6. Then You'll Know – 3:03 (Bobby Lile) – Registrato il 25 aprile 1957 al Decca Recording Studio di New York City, New York

## Musicisti
That Wonderful Someone
- Patsy Cline - voce solista
- Hank Garland - chitarra
- Grady Martin - chitarra
- Harold Bradley - chitarra
- Jack Shook - chitarra acustica
- Owen Bradley - pianoforte
- Bob Moore - contrabbasso
- Farris Coursey - batteria
- Anita Kerr Singers (gruppo vocale) - accompagnamento vocale-cori
- Owen Bradley - produttore

I Love You Honey
- Patsy Cline - voce solista
- Harold Bradley - chitarra
- Grady Martin - chitarra
- Don Helms - chitarra steel
- Tommy Jackson - fiddle
- Owen Bradley - pianoforte
- Bob Moore - contrabbasso
- Farris Coursey - batteria
- Owen Bradley - produttore

Poor Man's Roses or a Rich Man's Gold / The Heart You Break May Be Your Own
- Patsy Cline - voce solista
- Harold Bradley - chitarra
- Grady Martin - chitarra
- Don Helms - chitarra steel
- Owen Bradley - pianoforte
- Tommy Jackson - fiddle
- Bob Moore - contrabbasso
- Farris Coursey - batteria
- Owen Bradley - produttore

Today, Tomorrow and Forever / A Stranger in My Arms / Fingerprints / Don't Ever Leave Me
- Patsy Cline - voce solista
- (possibile) Jack Pleis Orchestra
- (possibile) Anita Kerr Singers (gruppo vocale) - accompagnamento vocale-cori
- Paul Cohen - produttore

I've Loved and Lost Again / Stop, Look and Listen
- Patsy Cline - voce solista
- Harold Bradley - chitarra
- Grady Martin - chitarra
- Don Helms - chitarra steel
- Owen Bradley - pianoforte
- Tommy Jackson - fiddle
- Bob Moore - contrabbasso
- Farris Coursey - batteria
- Owen Bradley - produttore

Try Again / Then You'll Know
- Patsy Cline - voce solista
- (possibile) Jack Pleis Orchestra
- (possibile) Anita Kerr Singers (gruppo vocale) - accompagnamento vocale-cori
- Paul Cohen - produttore[2]

Note aggiuntive
- Studio Five - design copertina album originale, fotografia
- Bernie Solomon - note retrocopertina album originale[3]